# 朝河貫一
朝河 貫一（あさかわ かんいち、1873年（明治6年）12月20日 - 1948年（昭和23年）8月10日）は、日本の歴史学者。日本人初のイェール大学教授。

## 生涯
福島県二本松市出身。父は旧二本松藩士朝河正澄、母は旧田野口藩士の長女杉浦ウタ（ウタは貫一が2歳の時に亡くなったため、その後は父正澄と継母エヒに育てられる）。
1874年（明治7年）、父正澄が「伊達郡立子山村小学校」（現福島市立立子山小学校）の校長格として赴任するため、現在の福島県福島市立子山にある天正寺に移住した後、新校舎とともに建設された校長住宅へ移る。天正寺には朝河が4歳の時に描いた馬の絵が現存する。
1878年（明治11年）、立子山小学校初等科に入学後、初等科首席卒業し、飛び級により同校普通科・高等科（3級まで）を修了する。その後、父正澄の赴任に伴い川俣小学校高等科（現福島県伊達郡川俣町立川俣小学校）へ移り、1887年（明治20年）10月、蒲生義一に就いて英学を学び、首席卒業した。
1888年（明治21年）、現在の福島県福島市杉妻町にあった福島県尋常中学校（現福島県立安積高等学校）に入学する。1889年（明治22年）、現在の福島県郡山市に福島県尋常中学校が移転すると、朝河は郡山市の宮本家に下宿し、そこから通学する。福島県尋常中学校在学中、英国人教師トーマス・エドワード・ハリファックスに教えを受ける。
1892年（明治25年）3月、同校を首席卒業の後、5月から8月まで郡山尋常小学校（現福島県郡山市立金透小学校）で英語教授の嘱託を務める。
1892年（明治25年）12月、東京専門学校（現早稲田大学）に編入学し、1895年（明治28年）首席で卒業。同校在学中に大西祝、坪内逍遙、夏目漱石等の教えを受ける。またこの時期、横井時雄により洗礼を受ける。
1895年（明治28年）、大西祝、坪内逍遙、大隈重信、徳富蘇峰、勝海舟らに渡航費用の援助を受けてアメリカへ渡り、ダートマス大学へ編入学する。1899年（明治32年）に米国ダートマス大学を卒業する。そしてイェール大学大学院へと進み、1902年（明治35年）イェール大学大学院を修了する。1902年（明治35年）に博士号取得。
卒業した1902年（明治35年）にダートマス大学講師となる。1905年（明治38年） にはクラウンポイントの教会でミリアム・キャメロン・ディングウォールと挙式を挙げる（ミリアム・キャメロン・ディングウォールと入籍したのは1907年）。
翌年の1906年（明治39年）から1907年（明治40年）にかけて、米国議会図書館とイェール大学図書館からの依頼を受け、日本関係図書収集のため一時帰国する（第1回帰国）。帰国中の1906年9月から1907年6月には、早稲田大学文学部にて講師（英語を担当）を務めた。
1907年（明治40年）に再び渡米し、イェール大学講師、次いでイェール大学図書館東アジアコレクションキュレーターに就任する。そして、1910年（明治43年）に同大学助教授となる。
1913年（大正2年）ミリアム・朝河と死別する。
1917年（大正6年）から1919年（大正8年）には東京大学史料編纂所での調査・研究のため一時帰国する（第2回帰国）。アメリカへ戻ったのち、1930年（昭和5年）にはイェール大学準教授となる。続いて1937年（昭和12年）には日本人初のイェール大学教授に就任する。
1941年（昭和16年）、日米開戦を避けるため、天皇宛米国大統領親書草案をラングドン・ウォーナーに手渡す。1942年（昭和17年）イェール大学名誉教授となる。
第二次世界大戦後の1948年には、イェール大学図書館日本部長兼キュレーターを務める。1948年、バーモント州ウェストワーズボロで死去する。遺体はコネチカット州ニューヘヴンのグローヴストリート墓地に埋葬される。また、福島県二本松市の金色（かないろ）墓地に墓が建立されている。
2007（平成19）年、イェール大学講師就任100年を記念して同大学寮セイブルック・カレッジの中庭に石庭「朝河貫一記念ガーデン」が造られた。

### 妻 朝河ミリアムとその生涯
ミリアム（Miriam）は1879年（月日未詳）コネチカット州ニューヘヴン市で父デーヴィッド・ディングウォール（David R. Dingwall）と母キャサリン（Catherine Cameron Dingwall）との間に生まれた。両親は結婚後アメリカを目指したスコットランド移民だった。ミリアムの職業は針子。彼女は朝河が1899年ダートマス大学を卒業しBachelor of Lettersの学位を得てイェール大学博士課程の学生だったときに知り合った。1902年に朝河がPh.D.の学位を得てダートマスの講師だった頃に二人は1905年10月12日にニューヨーク州エセックス郡のクラウン・ポイント町の教会で結婚式を挙げて教会法上正式の夫婦となった。
当時の報道によると仲の良い夫婦だったが、ミリアムは1913年2月4日亡くなり、ミリアムの家族の所有するコネチカット州ニューヘヴンのエヴァグリーン墓地のディングウォール家の墓域に葬られた。爾来、朝河は再婚せず独身を通し、二人に子供はなかった。上記の朝河自身のグローヴストリート墓地の墓碑銘には、下部に妻のミリアムの名と埋葬地が特記されている。

## 業績
第一に「歴史学者」としての業績がある。古代から近代に至る日本法制史、日本とヨーロッパの封建制度比較研究の第一人者として欧米で評価され、後にイェール大学教授となった。特に「入来文書」（鹿児島県薩摩川内市（旧入来町）の入来院家に伝わり鎌倉時代から江戸時代にわたる古文書群）の研究が有名で、これをまとめた英語の著書が“The Documents of Iriki” （『入来文書』1929年、昭和4年）である。マルク・ブロックらアナール学派の歴史学者とも交流があった。
第二に「平和の提唱者」としての業績がある。『日露衝突』を著し、全米各地で日露戦争における日本の姿勢を擁護し演説した朝河は、日露戦争後の日本の姿から将来の「禍機」を予測し、日本に警鐘を発するため、1909年（明治42年）『日本の禍機』を著した。『日本の禍機』で発した警鐘は、後に現実のものとなる。1941年（昭和16年）11月、日米開戦の回避のためにラングドン・ウォーナーの協力を得て、フランクリン・ルーズベルト大統領から昭和天皇宛の親書を送るよう、働きかけを行った。朝河は第二次世界大戦中、戦後もアメリカに滞在したが、終生、日本国籍のままであった。
第三に「キュレーター」としての業績がある。1906年の第1回帰国では、米国議会図書館、イェール大学の依頼で日本東アジア関連図書・資料の収集を行った。イェール大学図書館には、『手鏡帖』（8世紀〜17世紀の主要な個人の仏書・手紙・歌書等の筆跡を集めた帖）、『青蓮院尊円法親王御筆』（青蓮院流の初祖、尊円法親王の御筆）、『竹取物語』（奈良絵本）、『厳氏孝門清行録』（朝鮮本）、『烈女傳』（漢籍）、『伊勢物語』（所蔵されているものは室町中期から江戸前期に製作された奈良絵本）等が所蔵されている。これらの図書・資料は、欧米での日本研究や東アジア研究に必要不可欠なものとなっている。なお、2010年8月には、朝河の呼び掛けに応じ、日本在住の同大卒業生や当時の東京帝国大・黒板勝美が贈った2曲1双の屏風の中に、東大寺を復興した僧・重源（1121-1206）が1192（建久3）年に花押を記した文書を確認したことを、東京大学史料編纂所が発表した。
朝河の数々の業績を讃え、2007年（平成19年）10月にはイェール大学講師就任100年を記念し、セイブルック・カレッジ構内に「朝河貫一庭園」が造られた。この庭園は2000年（平成12年）にニューヨークの国連本部にある「平和の鐘」公園を造ったアベ・シンイチロウによってデザインされた。また、ダートマス大学には朝河貫一の業績を記したプラークが朝河貫一博士顕彰協会より贈られた。これに先立ち、2007年（平成19年）9月には、外交官時代にイェール大に学び、自称「弟子」を自認する加藤良三駐米大使（当時）を招いたシンポジウムを福島県郡山市の安積歴史博物館で開催、500人を超す福島県民、安積高校生等に真の国際人・朝河について講演した。
2018年（平成30年）11月、朝河没後70年を記念して、朝河貫一研究を行う学術団体として「朝河貫一学術協会」が早稲田大学の研究者を中心に創設された。

## トーマス・エドワード・ハリファックス

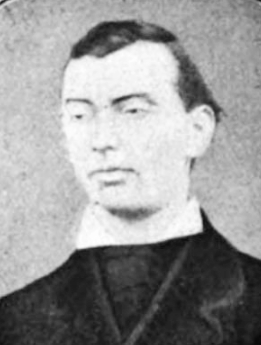
T.E.ハリファックス

福島県尋常中学校時代の朝河に英語を教えたハリファックスは、英国（イングランド）ウィルトシャー州ウェストベリーに生まれる。1871年（明治4年）から1874年（明治7年）までの約3年間、工部省電信寮に電信技師として採用された後、中村正直の同人社や近藤真琴の攻玉塾等の私塾で英語を教える。その後ハリファックスは朝鮮に渡り、朝鮮で最初の王立英語学校「同文学」で朝鮮の関税職員や外交官等に英語を教えたり、ソウル〜プサン間の電信線工事に携わったりする。1890年（明治23年）、福島県尋常中学校に赴任する。1892年（明治25年）、時の福島県会がハリファックスの解雇を審議することを知った朝河は、「留任嘆願書」を提出した。しかしその後、ハリファックスの解雇が決まった。福島県尋常中学校を去った後、ハリファックスは長野県尋常中学校（現在の長野県松本深志高等学校）、朝鮮官立英語学校で教鞭をとる。愛嬢アグネス・フローレンス・ハリファックスと共に、韓国ソウル市のヤンファジン（楊花津）外国人墓地に埋葬されている。

## 著作

### 著書
- 『日本之禍機』実業之日本社、1909年6月。NDLJP:785643。
  - 『日本の禍機』宗高書房、1985年11月。復刻版
  - 『日本の禍機』由良君美校訂・解説、講談社〈講談社学術文庫 784〉、1987年4月。ISBN 9784061587847。
  - 樽井保夫 訳『現代文で読む「日本の禍機」 世界的歴史学者朝河貫一の警告』朝河貫一博士顕彰協会事務局、2017年6月。
- 『入来院文書』日本エール大学会、1925年3月。NDLJP:1017461。
  - 『入来文書』朝河貫一著書刊行委員会、日本学術振興会、1955年12月。
  - 『新訂 入来文書』朝河貫一著書刊行委員会、日本学術振興会、1967年8月。NDLJP:3451906。
  - 矢吹晋 訳『入来文書』柏書房、2005年8月。ISBN 9784760127641。オンデマンド版2015年6月
- 『米国から日本へ 朝河貫一書翰集抄』佐藤明夫、1954年3月。
- 朝河貫一著書刊行委員会 編『荘園研究』日本学術振興会、1965年3月。NDLJP:3028291。
- 朝河貫一書簡編集委員会 編『朝河貫一書簡集』早稲田大学出版部、1990年10月。限定版
  - 朝河貫一書簡編集委員会 編『朝河貫一書簡集』早稲田大学出版部、1991年2月。ISBN 9784657903259。
- 『ポーツマスから消された男 朝河貫一の日露戦争論』矢吹晋編訳、東信堂〈横浜市立大学叢書 4〉、2002年2月。ISBN 9784887134225。
- 矢吹晋 訳『大化改新』柏書房、2006年7月。ISBN 9784760129454。
- 矢吹晋 訳『朝河貫一比較封建制論集』柏書房、2007年2月。ISBN 9784760130382。
- 『島津忠久の生ひ立ち 低等批評の一例』慧文社、2007年6月。ISBN 9784905849742。
- 矢吹晋 訳『中世日本の土地と社会』柏書房、2015年3月。ISBN 9784760145669。

### 論文
- 「ループネル氏仏国農地史論（一）」『社会経済史学』第5巻第5号、社会経済史学会、1935年8月、588-621頁、NAID 110001214632。
- 「ループネル氏仏国農地史論（二・完）」『社会経済史学』第5巻第6号、社会経済史学会、1935年9月、721-744頁、NAID 110001214639。
- 「ブロッシ教授の仏国田園史特徴論」『社会経済史学』第5巻第9号、社会経済史学会、1935年12月、1094-1103頁、NAID 110001214655。
- 「ヴューレル氏の北方ゲルマン原始農業論」『社会経済史学』第7巻第5号、社会経済史学会、1937年8月、604-617頁、NAID 110001214934。
- 「島津忠久の生ひ立ち 低等批評の一例」『史苑』第12巻第4号、立教大学、1939年7月、275-392頁、NAID 110009418546。